# Erioptera (Mesocyphona) melanderiana
Erioptera (Mesocyphona) melanderiana is een tweevleugelige uit de familie steltmuggen (Limoniidae). De soort komt voor in het Nearctisch gebied.